# Syrische Dynastie
Als Syrische Dynastie (oft auch falsch Isaurische Dynastie genannt) wird die vom byzantinischen Kaiser Leo III. begründete Dynastie bezeichnet (717–802). Der Dynastie gehörten neben Leo III. die Kaiser Konstantin V., Leo IV. und Konstantin VI. sowie die Kaiserin Irene an.
Der Name der Dynastie geht auf die Heimat Leos III. zurück, der aus Germanikeia (heute Kahramanmaraş in der Türkei) im damaligen Syrien stammte, wenngleich Theophanes unzutreffend Isaurien angibt (AM 6209). Leo III. und Konstantin V. waren militärisch erfolgreiche Kaiser (Abwehr arabischer Angriffe und der Protobulgaren), denen auch einige innenpolitische Reformen gelangen (so die Gesetzessammlung Ekloge). Sie werden jedoch in den erhaltenen byzantinischen Quellen aufgrund ihrer Position während des Bilderstreits, der von Leo III. ausgelöst wurde, sehr negativ geschildert. In der neueren Forschung werden hingegen ihre beachtlichen Erfolge unterstrichen und viele Aussagen in den bilderfreundlichen Quellen kritischer betrachtet, da diese oft tendenziös und verzerrend sind, um den Standpunkt der siegreichen (bilderfreundlichen) Seite zu betonen. Zuletzt regierte Irene als erste Kaiserin des Reiches, bevor sie 802 abgesetzt und durch Nikephoros I. ersetzt wurde, womit die syrische Dynastie endete.